# Hedmarken tingrett

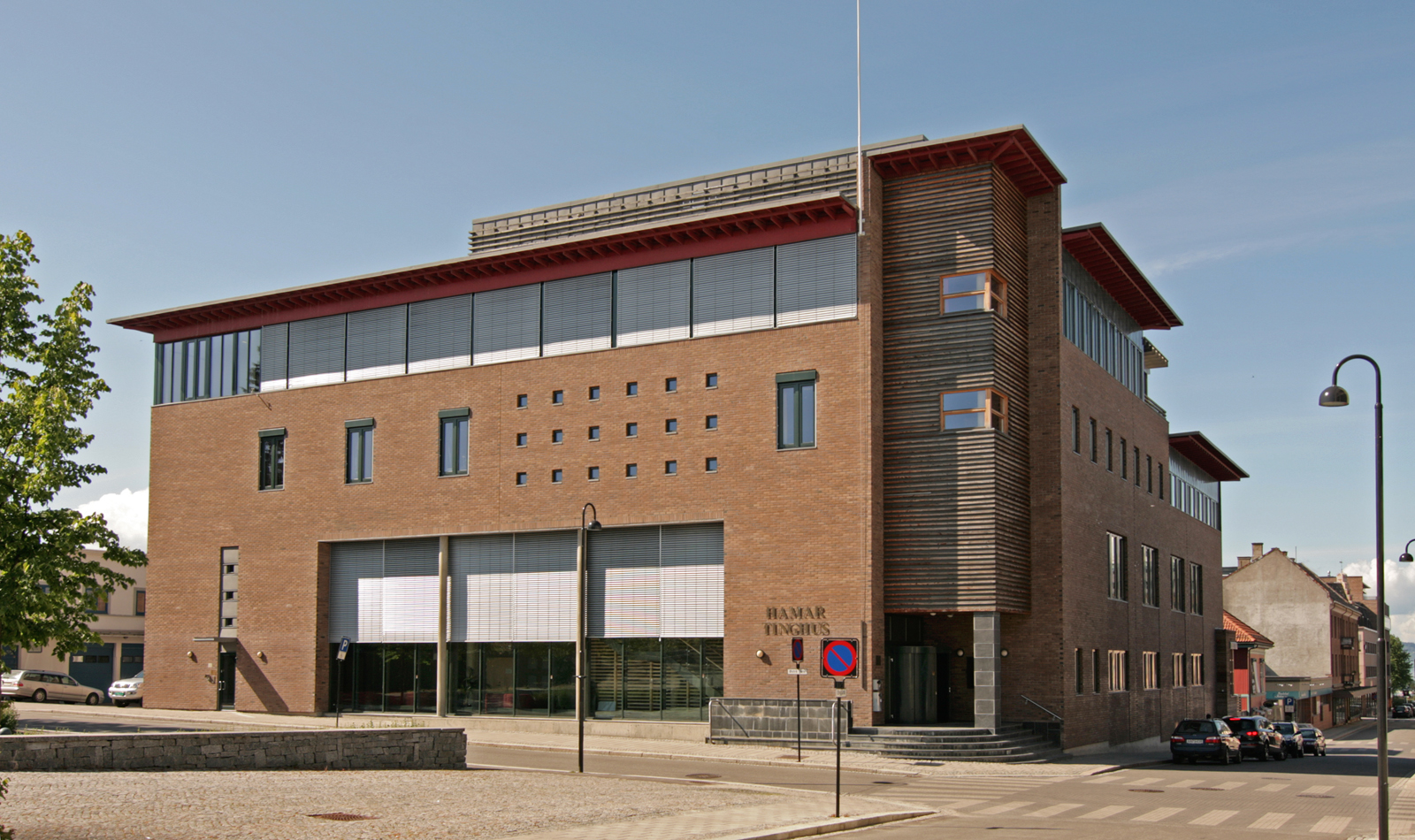
Het Tinghus in Hamar

Hedmarken tingrett is een tingrett (kantongerecht) in de Noorse fylke Innlandet. Het gerecht is gevestigd in Hamar. Het gerechtsgebied omvat de gemeenten Hamar, Ringsaker, Stange en Løten. Hedmarken maakt deel uit van het ressort van Eidsivating lagmannsrett. In zaken waarbij beroep is ingesteld tegen een uitspraak van Hedmarken zal de zitting van het lagmannsrett meestal worden gehouden in Hamar.